# Oxidercia megaspila
Oxidercia megaspila là một loài bướm đêm trong họ Noctuidae.